# Малое Пехово
Ма́лое Пехо́во (Захарово) — деревня в Маловишерском муниципальном районе Новгородской области, относится к Бургинскому сельскому поселению.
Деревня расположена в центральной части Новгородской области, на правом берегу Мсты, в 13 км к югу от центра сельского поселения — деревни Бурга. На противоположном берегу Мсты — деревня Большое Пехово, близ деревни, ниже по течению Мсты, в 2,5 км западнее — деревня Коньково, и находящаяся неподалёку — деревня Медведь.